# La Rançon du bonheur (film, 1912)
Pour les articles homonymes, voir La Rançon du bonheur.
Pour plus de détails, voir Fiche technique et Distribution.
La Rançon du bonheur est un film français réalisé par Léonce Perret, sorti en 1912.

## Fiche technique
- Titre : La Rançon du bonheur
- Réalisation : Léonce Perret
- Scénario : Léonce Perret
- Photographie : Georges Specht
- Montage :
- Producteur :
- Société de production : Société des Etablissements L. Gaumont
- Société de distribution :
- Pays d'origine :  France
- Langue : film muet avec les intertitres en français
- Format : Noir et blanc — 35 mm — 1,33:1 — Muet
- Genre :
- Métrage : 893 mètres
- Durée : 30 minutes
- Dates de sortie :
  -  France : 27 décembre 1912
  -  Royaume-Uni : 19 janvier 1913

## Distribution
- Léonce Perret : le lieutenant Jacques Mareuil
- Suzanne Grandais : Suzie Darvel
- René Navarre
- Renée Carl
- Paul Manson
- Alice Tissot
- Émile Keppens